# Adacnarca ornata
Adacnarca ornata is een tweekleppigensoort uit de familie van de Philobryidae. De wetenschappelijke naam van de soort is voor het eerst geldig gepubliceerd in 1966 door Crozier.